# Агиос Харитон
А̀гиос Харѝтон (на гръцки: Άγιος Χαρίτων; на турски: Ergenekon) е село в Кипър, окръг Фамагуста. Според статистическата служба на Северен Кипър през 2011 г. селото има 96 жители.
Де факто е под контрола на непризнатата Севернокипърска турска република.